# 파토스 나노

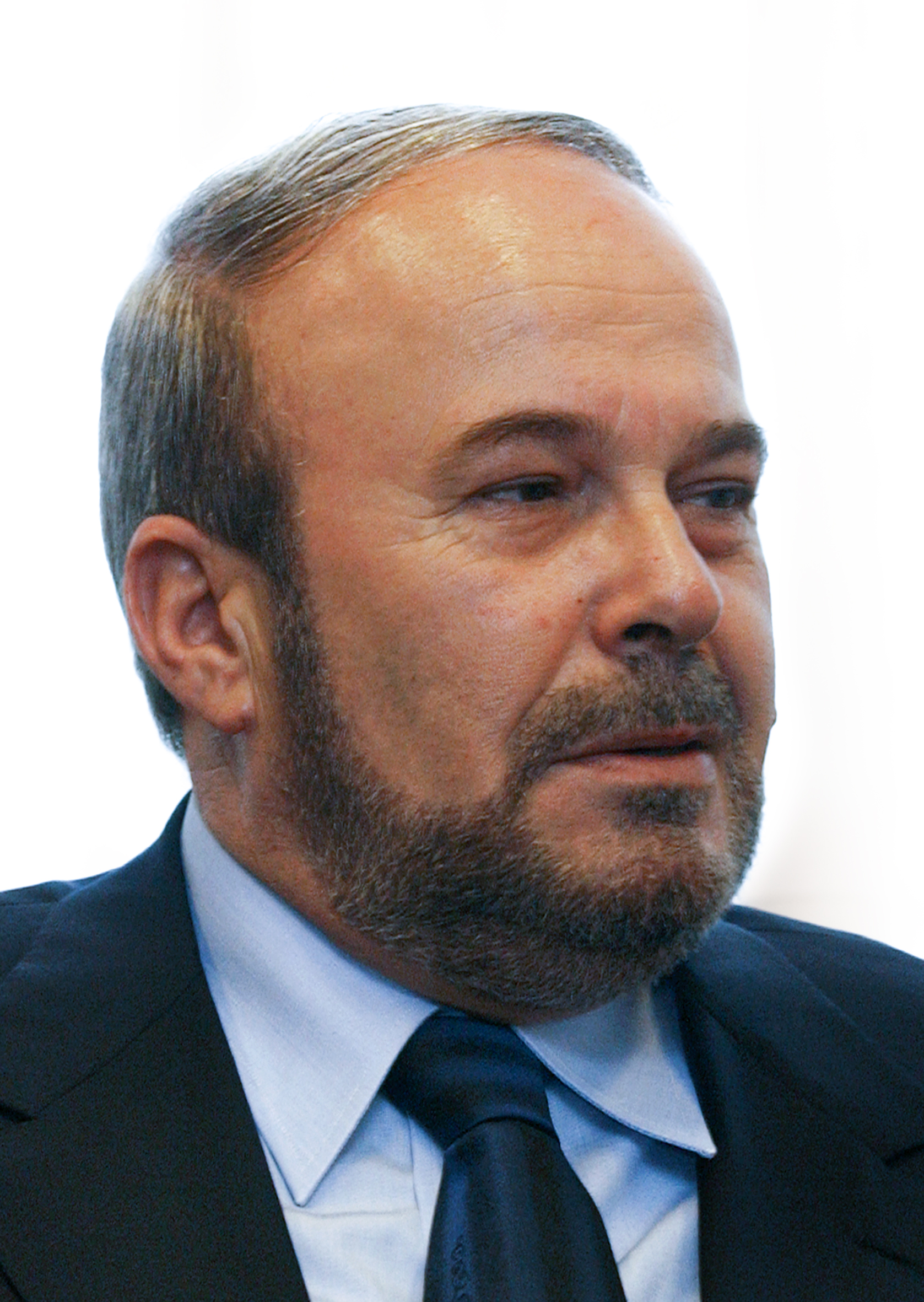
파토스 나노(2004년)

파토스 사나스 나노(알바니아어: Fatos Thanas Nano, 1952년 9월 16일~ )는 알바니아의 정치인이다. 알바니아의 총리를 3차례(1991년 2월 22일 ~ 1991년 6월 4일, 1997년 7월 25일 ~ 1998년 9월 28일, 2002년 7월 29일 ~ 2005년 9월 1일)를 역임했으며 알바니아 사회당의 설립자이다.

## 생애
파토스는 1952년 티라나에서 태어났다. 1974년 티라나 대학교 정치경제학과를 졸업했다. 1978년부터 1981년까지 엘바산 야금 공장 관리인으로 근무했고 1981년부터 1984년까지 티라나 프리스카(Priska) 농장에서 경제 전문가로 근무했다. 1984년부터 1990년까지 알바니아 노동당 중앙위원회 산하 마르크스-레닌주의 연구소에서 사회경제 문제 및 시장 경제 개혁 연구원으로 재직했다.

## 같이 보기
- 알바니아 공산주의의 최후